# 今夜
今夜（Tonight） 是英國的一個新聞節目，由ITV工作室和ITN為ITV製作，在1999年取代曾長期播出的World in Action節目。現在該節目於每周四晚間播出。特雷弗·麥克唐納是該節目的第一任主持人。2022年開始，Paul Brand成為該節目的主持人。該節目和BBC的類似新聞雜誌節目廣角鏡有很大不同。

## 外部連結
- itv.com上《Tonight 》的資料
- itv.com上《Tonight on ITV Hub 》的資料
- 互联网电影数据库（IMDb）上《Tonight》的资料（英文）